# The Making of Maddalena
The Making of Maddalena è un film muto del 1916 diretto da Frank Lloyd. La sceneggiatura di L.V. Jefferson è basata sul lavoro teatrale The Making of Maddalena or The Compromise di Samuel G. Lewis e Mary E. Lewis. Prodotto dalla Oliver Morosco Photoplay Company e distribuito dalla Paramount, il film aveva come interpreti Edna Goodrich e Forrest Stanley.

## Trama
George Hale lascia di Stati Uniti per recarsi a Roma dove dovrebbe studiare pittura. Ma il giovane passa gran parte del suo tempo in giro per locali e cabaret, trascurando le tele. Quando però la sua fidanzata gli scrive che si è sposata con un altro, George rimane sconvolto dalla notizia e, per dimenticarla, si sposa a sua volta con Maddalena, la sua modella. Le nozze di George provocano le ire di suo padre Randolph, che smette di inviargli denaro.

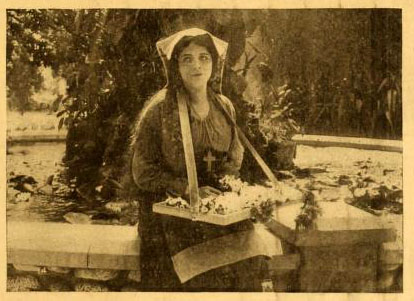
Copertina di The Moving Picture World (giugno 1916)

Dal matrimonio tra Maddalena e George nasce un bambino. Il pittore ritorna in patria insieme al piccolo, lasciando la moglie in Italia. Lei, che vuole ritrovare il marito, parte per gli Stati Uniti e trova lavoro come infermiera volontaria durante un'epidemia. Maddalena scopre, leggendo il giornale, che il piccolo erede degli Hale è stato colpito dall'epidemia. Corre, così, a prendersi il figlio mentre George è assente dal palazzo. Passata la crisi, il bimbo guarisce: Maddalena e George che, nel frattempo è tornato a New York, si riconciliano e tornano a vivere insieme con la benedizione del vecchio Randolph.

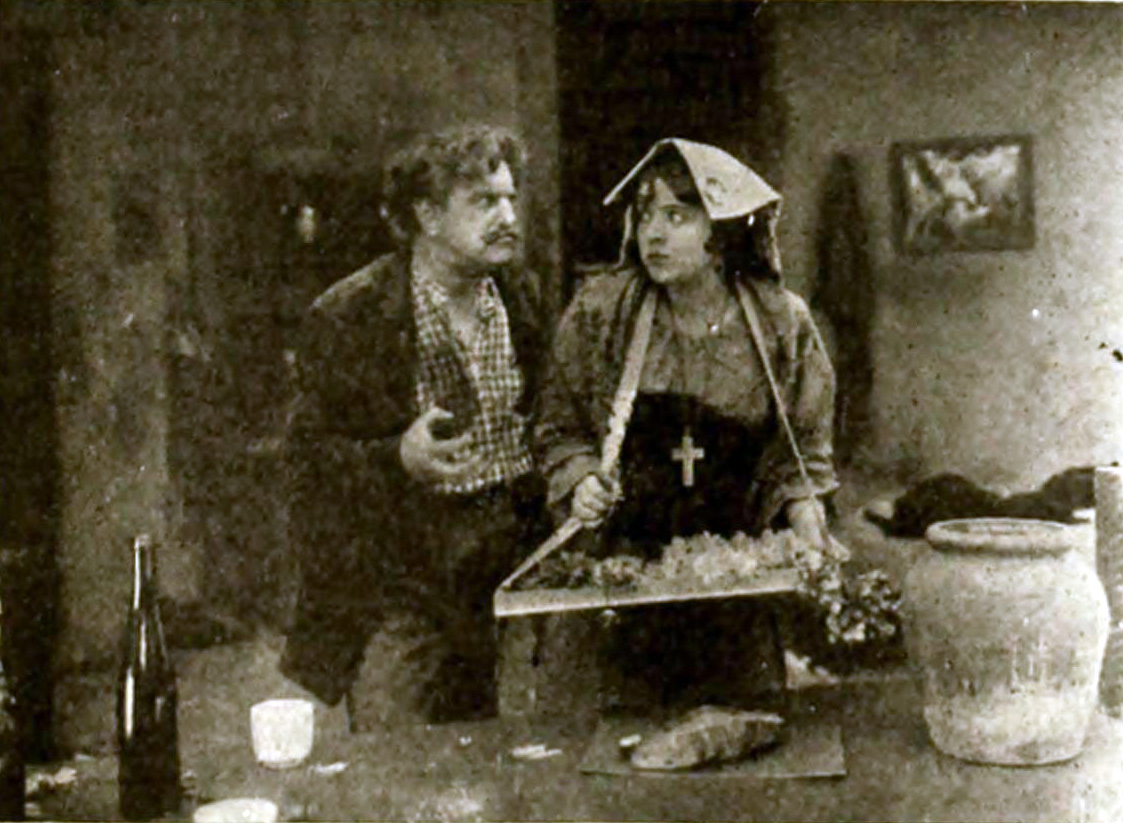
Fotografia su The Moving Picture World (giugno 1916)

## Produzione
Il film fu prodotto dall'Oliver Morosco Photoplay Company.

## Distribuzione
Il copyright del film, richiesto dalla Oliver Morosco Photoplay Co., fu registrato il 17 maggio 1916 con il numero LP8334.
Distribuito dalla Paramount Pictures, il film - presentato da Oliver Morosco - uscì nelle sale cinematografiche degli Stati Uniti l'8 giugno 1916.
Copia completa della pellicola si trova conservata negli archivi della Library of Congress di Washington.